# 阿散
阿散（1255年—1304年），译名又作哈珊。元朝官员，畏兀儿人，隆兴府达鲁花赤八丹第四子。
阿散通畏兀儿文，善于骑射。开始事奉太子真金，任怯里马赤（通事、译员）。至元二十年（1283年），以奉训大夫授詹事院判官。至元二十四年（1287年），任真定路总管府达鲁花赤，兼管内诸军奥鲁劝农事。转任正议大夫。以真定所濒滹沱河多水患，奏谏元世祖疏浚河流，加修堤堰，使河水循故道。堰成，缓和水势。后因规利者恶害其私，窃决新堰，为台臣所弹劾，罢官。元成宗元贞元年（1295年），任甘肃行省平章政事，大德三年（1299年），觐见皇侄海山，受命统领西边军事。完善甘州城备御，在官任上去世。

## 延伸阅读
[在维基数据编辑]
 《新元史/卷136》，出自柯劭忞《新元史》